# Église Saint-Swithun de Nately Scures
L’église Saint-Swithun de Nately Scures est une église médiévale anglaise de style normand située à Nately Scures dans le Hampshire.
Construite en silex et en gravats aux environs de 1175, cette église est considérée comme le meilleur exemple en grande partie intact d’église de style normand à cellule unique à abside en Angleterre. Il n’y en a que quatre exemples restants dans le Royaume-Uni. Une galerie installée en 1591 a été reconstruite en même temps que le toit en 1786. La porte et les habillages de la fenêtre sont construits en pierre de Binstead.
C’est la plus petite petite ancienne église paroissiale de l’Église d’Angleterre dans le comté anglais du Hampshire.

## Sépulture
Les deux personnalités suivantes sont inhumées à Saint-Swithun de Nately Scures :
- Guy Carleton (1724-1808), 1er baron Dorchester, militaire et administrateur colonial ;
- Thomas Carleton (v. 1735-1817), lieutenant-gouverneur du Nouveau-Brunswick.